# Dominique Froidevaux
Dominique Froidevaux (* 24. April 1944 in La Chaux-de-Fonds) ist ein Schweizer Bildhauer und Maler.

## Werk
Dominique Froidevaux ist ein Sohn des Malers Georges Froidevaux (1911–1968). Sein jüngerer Bruder ist der Fotograf und Grafiker Jean Luc Froidevaux (* 1945). 
Froidevaux arbeitete als ausgebildeter Fotograf von 1959 bis 1966 als TV-Kameramann. Ab den 1970er-Jahren widmete er sich ausschliesslich der autodidaktisch erlernten Bildhauerei. Seine hauptsächlich in Holz geschaffenen Werke stellte er zum ersten Mal und mit Erfolg in der Galerie du Port in Rolle aus. 1972 konnte er einen alten Bauernhof im Jura erwerben. Diesen baute er um und richtete sich ein Atelier ein. In der Folge beteiligte er sich an Wettbewerben u. a. für Grossplastiken. Zudem gewann er Kunstpreise und stellte seine Werke in Gruppen- und Einzelausstellungen aus. 
Froidevaux schuf die Buntglasfenster für die Kapelle im Krankenhaus St-Joseph von Saignelégier und für die Kirche Saint-Maurice in Chevenez realisierte er die Choranlage.